# Phillip Oppenheim
Phillip Arthur Charles Lawrence Oppenheim (* 20. März 1956 in Lambeth, London) ist ein britischer Geschäftsmann und ehemaliger Politiker der Conservative Party. Er gehörte von 1983 bis 1997 dem House of Commons an.

## Familie und Ausbildung
Geboren wurde Oppenheim im Londoner Stadtteil Lambeth als Sohn der Politikerin Sally Oppenheim-Barnes. Seine Schulbildung erhielt er an der Harrow School. Hieran schloss sich das Studium am Oriel College der Universität Oxford an.

## Karriere
Nach Abschluss seiner Ausbildung war Oppenheim zunächst als Geschäftsmann tätig. Er gründete ein IT-Unternehmen, das er später an den Medienkonzern Reed Elsevier verkaufte.
Bei den Unterhauswahlen 1983 wurde er überraschend für den Wahlkreis Amber Valley ins Parlament gewählt. Diesen vertrat er bis zu den Wahlen 1997, als er gegen Judy Mallaber unterlag. Während seiner Zeit im Parlament bekleidete er sowohl unter Margaret Thatcher als auch unter John Major mehrere offizielle Posten in der Regierung. Zudem war Oppenheim Mitarbeiter von Kenneth Clarke. Oppenheim vertrat stets liberale Ansichten, setzte sich für den Tierschutz ein und sprach sich in diesem Rahmen auch gegen die Parforcejagd als Sport aus. Während seiner Zeit als Finanzminister setzte er eine Verschärfung der Gesetzgebung zum Schutz gefährdeter Tierarten durch und führte Steuererleichterungen für Flüssiggas-Fahrzeuge ein. Als Experte für Handelspolitik war Oppenheim auch als Autor tätig und verfasste zwei vielbeachtete Bücher in diesem Bereich.
Nach seinem Ausscheiden aus dem Parlament arbeitete er unter anderem als Kolumnist für die Sunday Times.

## Publikationen
- Trade Wars: Japan versus the West. Weidenfeld and Nicolson, London 1992, ISBN 0-297-82144-X.
- The new Masters - can the West match Japan?. Business Books, London 1990, ISBN 0-09-174693-0.